# Drapetis comata
Drapetis comata är en tvåvingeart som beskrevs av Axel Leonard Melander 1918. Drapetis comata ingår i släktet Drapetis och familjen puckeldansflugor. Inga underarter finns listade i Catalogue of Life.